# Targhe d'immatricolazione dell'Alabama
Lo stato americano dell'Alabama ha iniziato a rilasciare targhe per i veicoli a motore operanti su strade statali dal 1911. Alcuni comuni rilasciarono proprie targhe per veicoli trainati da cavalli e a motore prima di tale data. Dal 1941 al 1975 e dal 1982 a oggi il primo numero o i primi due delle targhe indicano la contea di provenienza. Attualmente in Alabama è richiesta solo la targa posteriore e non quella anteriore.

## Targhe dal 1911 al 1954
| Immagine | Data | Design                                                                                        | Slogan         | Note                                                                                           |
| -------- | ---- | --------------------------------------------------------------------------------------------- | -------------- | ---------------------------------------------------------------------------------------------- |
|          | 1911 | Bianco su blu                                                                                 | nessuno        |                                                                                                |
|          | 1912 | Nero su arancione                                                                             | nessuno        |                                                                                                |
|          | 1913 | Nero su bianco                                                                                | nessuno        |                                                                                                |
|          | 1914 | Bianco su verde                                                                               | nessuno        |                                                                                                |
|          | 1915 | Nero su giallo                                                                                | nessuno        |                                                                                                |
|          | 1916 | Rosso su bianco con la scritta 1917                                                           | nessuno        | Prima targa con data                                                                           |
|          | 1917 | Blu su bianco con la scritta 1918                                                             | nessuno        |                                                                                                |
|          | 1918 | Bianco su verde con la scritta 19                                                             | nessuno        |                                                                                                |
|          | 1919 | Nero su bianco con la scritta 20                                                              | nessuno        |                                                                                                |
|          | 1920 | Rosso su bianco con la scritta 21                                                             | nessuno        |                                                                                                |
|          | 1921 | Nero su giallo con la scritta 22                                                              | nessuno        |                                                                                                |
|          | 1922 | Bianco su blu con la scritta 23                                                               | nessuno        |                                                                                                |
|          | 1923 | Marrone su giallo con la scritta 1924                                                         | nessuno'       |                                                                                                |
|          | 1924 | Bianco su rosso con la scritta 1925                                                           | nessuno        |                                                                                                |
|          | 1925 | Bianco su verde con la scritta 1926                                                           | nessuno        |                                                                                                |
|          | 1926 | Bianco su nero con la scritta 1927                                                            | nessuno        | Prima targa con "ALABAMA" invece di "ALA"                                                      |
|          | 1927 | Nero su giallo con la scritta 28                                                              | nessuno        |                                                                                                |
|          | 1928 | Giallo su nero con la scritta 29                                                              | nessuno        |                                                                                                |
|          | 1929 | Bianco su rosso con la scritta 30                                                             | nessuno        |                                                                                                |
|          | 1930 | Giallo su verde con la scritta 31                                                             | nessuno        |                                                                                                |
|          | 1931 | Nero su bianco con la scritta 32                                                              | nessuno        |                                                                                                |
|          | 1932 | Bianco su azzurro con la scritta 33                                                           | nessuno        |                                                                                                |
|          | 1933 | Nero su giallo con la scritta 34                                                              | nessuno        |                                                                                                |
|          | 1934 | Bianco su verde con la scritta 35                                                             | nessuno        |                                                                                                |
|          | 1935 | Rosso su bianco con la scritta 36                                                             | nessuno        |                                                                                                |
|          | 1936 | Blu su bianco con la scritta 37                                                               | nessuno        | Targa anteriore e posteriore distinte                                                          |
|          | 1937 | Rosso su blu con la scritta 38                                                                | nessuno'       |                                                                                                |
|          | 1938 | Nero su bianco con la scritta 39                                                              | nessuno        |                                                                                                |
|          | 1939 | Giallo su nero con la scritta 40                                                              | nessuno        |                                                                                                |
|          | 1940 | Nero su giallo con la scritta 41                                                              | nessuno        |                                                                                                |
|          | 1941 | Giallo su nero con la scritta 42                                                              | nessuno        | Prima targa in cui il primo numero o i primi due indicano la contea di provenienza             |
|          | 1942 |                                                                                               | nessuno        | Nessuna targa rilasciata, vennero rilasciati adesivi riportanti l'anno 1943 su targhe del 1941 |
|          | 1943 | Nero su giallo con la scritta 1944                                                            | nessuno        |                                                                                                |
|          | 1944 | Giallo su nero con la scritta 1945                                                            | nessuno        |                                                                                                |
|          | 1945 | Bianco su nero con la scritta 1946                                                            | nessuno        |                                                                                                |
|          | 1946 | Nero su bianco con la scritta 1947                                                            | nessuno        |                                                                                                |
|          | 1947 | Giallo su nero con la scritta 1948                                                            | nessuno        |                                                                                                |
|          | 1948 | Nero su giallo con la scritta 49                                                              | nessuno        |                                                                                                |
|          | 1949 | Giallo su nero con la scritta 50                                                              | nessuno        |                                                                                                |
|          | 1950 | Nero su giallo con la scritta 51                                                              | nessuno        |                                                                                                |
|          | 1951 | Bianco su blu con la scritta 52                                                               | nessuno        |                                                                                                |
|          | 1952 | Blu su bianco con la scritta 53                                                               | nessuno        |                                                                                                |
|          | 1953 | Bianco su blu con la scritta 54                                                               | nessuno        |                                                                                                |
|          | 1954 | Bianco su verde con la scritta 55, è presente un cuore attorno ai numeri riferiti alla contea | Heart of Dixie | Prima targa con lo slogan "Heart of Dixie"                                                     |

## Targhe dal 1955 a oggi
Nel 1956, gli Stati Uniti e il Canada hanno raggiunto un accordo con l'Automobile Manufacturers Association che hanno fissato le dimensioni delle targhe a 6 pollici (15,24 cm) di altezza e 12 pollici (30,48 cm) di larghezza. La targa del 1955 (datata 1956) è stata la prima targa dell'Alabama a soddisfare questi standard.
| Immagine | Data           | Design | Slogan | Note |
| -------- | -------------- | --- | --- | --- |
|          | 1955           | Nero su giallo con la scritta 56 | Heart of Dixie | Prima targa con 6" di altezza e 12" di larghezza                                                                        |
|          | 1956           | Giallo su nero con la scritta 57 | Heart of Dixie | |
|          | 1957           | Bianco su blu con la scritta 58 | Heart of Dixie | |
|          | 1958           | Blu su bianco con la scritta 59 | Heart of Dixie | |
|          | 1959           | Bianco su blu con la scritta 60 | Heart of Dixie | |
|          | 1960           | Bianco su nero con la scritta 61 | Heart of Dixie | |
|          | 1961           | Bianco su verde con la scritta 62 | Heart of Dixie | |
|          | 1962           | Bianco riflettente su blu con la scritta 63 | Heart of Dixie | |
|          | 1963           | Bianco riflettente su rosso con la scritta 64 | Heart of Dixie | |
|          | 1964           | Arancione riflettente su blu con la scritta 65 | Heart of Dixie | |
|          | 1965           | Bianco riflettente su nero con la scritta 66 | Heart of Dixie | |
|          | 1966           | Giallo riflettente su blu con la scritta 67 | Heart of Dixie | |
|          | 1967           | Bianco riflettente su rosso con la scritta 68 | Heart of Dixie | |
|          | 1968           | Verde su bianco riflettente con la scritta 69 | Heart of Dixie | |
|          | 1969           | Blu su bianco riflettente con la scritta 70 | Heart of Dixie | |
|          | 1970           | Nero su giallo riflettente la scritta 71 | Heart of Dixie | |
|          | 1971           | Nero su verde menta riflettente con la scritta 72 | Heart of Dixie | |
|          | 1972           | Rosso su bianco riflettente con la scritta 73 | Heart of Dixie | |
|          | 1973           | Nero su bianco riflettente con la scritta 74 | Heart of Dixie | |
|          | 1974           | Nero su giallo riflettente con la scritta 75 | Heart of Dixie | |
|          | 1975           | Blu su bianco riflettente con la scritta 76 | Heart of Dixie | |
|          | 1976           | Blu scuro su bianco riflettente, il Campidoglio (Montgomery) rappresentato in rosso al centro, "ALABAMA" scritto in blu al centro in alto, il nome della contea in un piccolo spazio al centro nella parte inferiore | Heart of Dixie in bianco dentro un cuore nell'angolo sinistro superiore                                                                    | Le prime targhe usarono degli sticker col nome della contea. Più tardi il nome della contea veniva stampato sulla targa |
|          | 1982           | Rosso su bianco riflettente; "Alabama" in blu scuro nella parte centrale superiore | Heart of Dixie in bianco dentro cuore blu sull'angolo sinistro superiore                                                                   | |
|          | 1987           | Blu su bianco riflettente; "Alabama" in rosso nella parte centrale inferiore; due cuori rossi negli angoli superiori, con due sottili linee rosse nella parte superiore                                              | HEART OF DIXIE in rosso nel centro delle due linee rosse                                                                                   | |
|          | Gennaio 1993   | Blu su bianco riflettente; "ALABAMA" in blu al centro nella parte superiore, una linea blu nella parte superiore | Heart of Dixie in corsivo rosso sotto la scritta "ALABAMA", con un cuore con i contorni rossi intorno alla scritta "of"                    | |
|          | Gennaio 1997   | Nero su bianco che si dissolve in rosa in basso e in azzurro in alto | Heart of Dixie in corsivo blu al centro nella parte superiore, con un cuore rosso dietro la scritta "of"                                   | |
|          | Gennaio 2002   | Rosso su bianco riflettente; "Alabama" in rosso in centro al basso; una striscia blu con stelle cadenti bianche ai lati                                                                                              | Stars Fell On in bianco al centro della striscia blu; Heart of Dixie in bianco in un cuore rosso sopra l'ultima A di Alabama               | Prima dell'inizio del 2008 le scritte erano in rilievo; dopo venivano stampate sulla targa                              |
|          | 2 Gennaio 2009 | Nero su un'immagine della Costa del Golfo dell'Alabama; "Alabama" in corsivo blu al centro nella parte inferiore | Sweet Home in centro nella parte superiore; Heart of Dixie in blu dentro un cuore con i contorni rossi a destra della scritta "Sweet Home" | Le scritte sono stampate sulla targa e non in rilievo                                                                   |
|          | 2 Gennaio 2014 | Nero con un lago e una foresta sullo sfondo; "Alabama" in blu scuro al centro nella parte superiore | Heart of Dixie in bianco dentro un cuore con i contorni bianchi nell'angolo inferiore destro                                               | |
|          | 3 Gennaio 2022 | Nero con una spiaggia all'alba sullo sfondo; "Alabama" in blu scuro al centro nella parte superiore; "www.alabama.travel" centrato in basso in bianco                                                                | Heart of Dixie in bianco dentro un cuore con i contorni bianchi nell'angolo inferiore destro                                               | |

## Numeri delle contee
Le targhe dell'Alabama usano questi numeri per riconoscere le contee dal 1941 e sono ancora in utilizzo
| Numero | Contea     |
| ------ | ---------- |
| 1      | Jefferson  |
| 2      | Mobile     |
| 3      | Montgomery |
| 4      | Autauga    |
| 5      | Baldwin    |
| 6      | Barbour    |
| 7      | Bibb       |
| 8      | Blount     |
| 9      | Bullock    |
| 10     | Butler     |
| 11     | Calhoun    |
| 12     | Chambers   |
| 13     | Cherokee   |
| 14     | Chilton    |
| 15     | Choctaw    |
| 16     | Clarke     |
| 17     | Clay       |
| 18     | Cleburne   |
| 19     | Coffee     |
| 20     | Colbert    |
| 21     | Conecuh    |
| 22     | Coosa      |
| 23     | Covington  |
| 24     | Crenshaw   |
| 25     | Cullman    |
| 26     | Dale       |
| 27     | Dallas     |
| 28     | DeKalb     |
| 29     | Elmore     |
| 30     | Escambia   |
| 31     | Etowah     |
| 32     | Fayette    |
| 33     | Franklin   |
| 34     | Geneva     |
| 35     | Greene     |
| 36     | Hale       |
| 37     | Henry      |
| 38     | Houston    |
| 39     | Jackson    |
| 40     | Lamar      |
| 41     | Lauderdale |
| 42     | Lawrence   |
| 43     | Lee        |
| 44     | Limestone  |
| 45     | Lowndes    |
| 46     | Macon      |
| 47     | Madison    |
| 48     | Marengo    |
| 49     | Marion     |
| 50     | Marshall   |
| 51     | Monroe     |
| 52     | Morgan     |
| 53     | Perry      |
| 54     | Pickens    |
| 55     | Pike       |
| 56     | Randolph   |
| 57     | Russell    |
| 58     | Shelby     |
| 59     | St. Clair  |
| 60     | Sumter     |
| 61     | Talladega  |
| 62     | Tallapoosa |
| 63     | Tuscaloosa |
| 64     | Walker     |
| 65     | Washington |
| 66     | Wilcox     |
| 67     | Winston    |